# گئورگی چرکین
گئورگی چرکین (Georgii Cherkin زاده ۲ ژولای ۱۹۷۷) پیانیست بلغاری است.

## زندگی‌نامه
چرکین در خانواده ای با سنت موسیقی به دنیا آمد (پدربزرگش زلاتف چرکین مدرس آواز مشهور بلغاری بود).